# Garthiope
Garthiope is een geslacht van kreeftachtigen uit de klasse van de Malacostraca (hogere kreeftachtigen).

## Soorten
- Garthiope anchialina Guinot & Iliffe, 1991
- Garthiope barbadensis (Rathbun, 1921)
- Garthiope fraseri (Garth, 1946)
- Garthiope spinipes (A. Milne-Edwards, 1880)